# تاتیانا آنانکو
تاتیانا آنانکو (انگلیسی: Tatyana Ananko؛ زادهٔ ۲۶ ژوئن ۱۹۸۴) ژیمناست ریتمیک اهل بلاروس است.